# Lucius Caecilius Metellus Caprarius
Pour les articles homonymes, voir Caecilii Metelli et Lucius Caecilius Metellus.
Lucius Caecilius Metellus Caprarius est un homme politique romain.
Fils de Caius Caecilius Metellus Caprarius, il est préteur en 71 av. J.-C., propréteur de Sicile en 70 av. J.-C. (il y succède à Verrès, son beau-frère) et élu consul en 68 av. J.-C. ; son co-consul est Quintus Marcius Rex.
Il meurt au début de l'année, pendant son consulat et n'est pas remplacé.